# Clytra laeviuscula
Clytra laeviuscula es una especie de escarabajos de las hojas de cuernos cortos pertenecientes a la familia Chrysomelidae, subfamilia Cryptocephalinae.

## Descripción
Clytra laeviuscula puede alcanzar una longitud de 7,5-11,5 milímetros (0,3-0,5 plg) y una anchura de unos 4 milímetros (0,2 plg). Estos escarabajos tienen cuerpos alargados y élitros brillantes de color rojo anaranjado con cuatro manchas negras, dos más grandes alrededor del centro de los élitros y dos más pequeñas en los hombros. El protórax es negro y brillante. La cabeza y las patas son negras, así como las antenas, que son bastante cortas.
La Clytra laeviuscula se distingue de las mariquitas (familia Coccinellidae) por su forma más alargada y por sus tarsos (extremos de las patas) formados por cinco partes (tres para las mariquitas).
Esta especie es bastante similar a la Clytra quadripunctata.

## Biología
Los adultos aparecen con frecuencia de mayo a agosto. Son fitófagos. Se alimentan de hojas, flores y polen de árboles caducifolios, principalmente de Quercus robur, Salix, Populus, Betula, Fraxinus excelsior, Fagus sylvatica, Dorycnium, Prunus, Ulmus y Corylus avellana. Se alimentan también del polen de Rosa canina, Polygonum bistorta y Leucanthemum vulgare.
La Clytra laeviuscula tiene una relación especial con las hormigas. Las hembras envuelven cada huevo con sus patas traseras en una bola de unos 2 mm de excrementos/heces y la dejan en las proximidades de un hormiguero. Los huevos son llevados al nido por las hormigas, donde las larvas hacen una especie de tubo que les sirve para protegerse de las hormigas. Se alimentan de los desechos y otros detritus que dejan las hormigas, de sus huevos y de sus larvas. Los adultos suelen emerger al cabo de unas dos semanas. El ciclo larvario dura unos dos años.

## Distribución
Se encuentran en la mayor parte de Europa, en la parte oriental del Paleártico, y en el Próximo Oriente.

## Hábitat
Estos escarabajos habitan bosques húmedos, bordes de bosques soleados, laderas secas y pastizales secos, pero también llanuras aluviales y parques.

## Galería

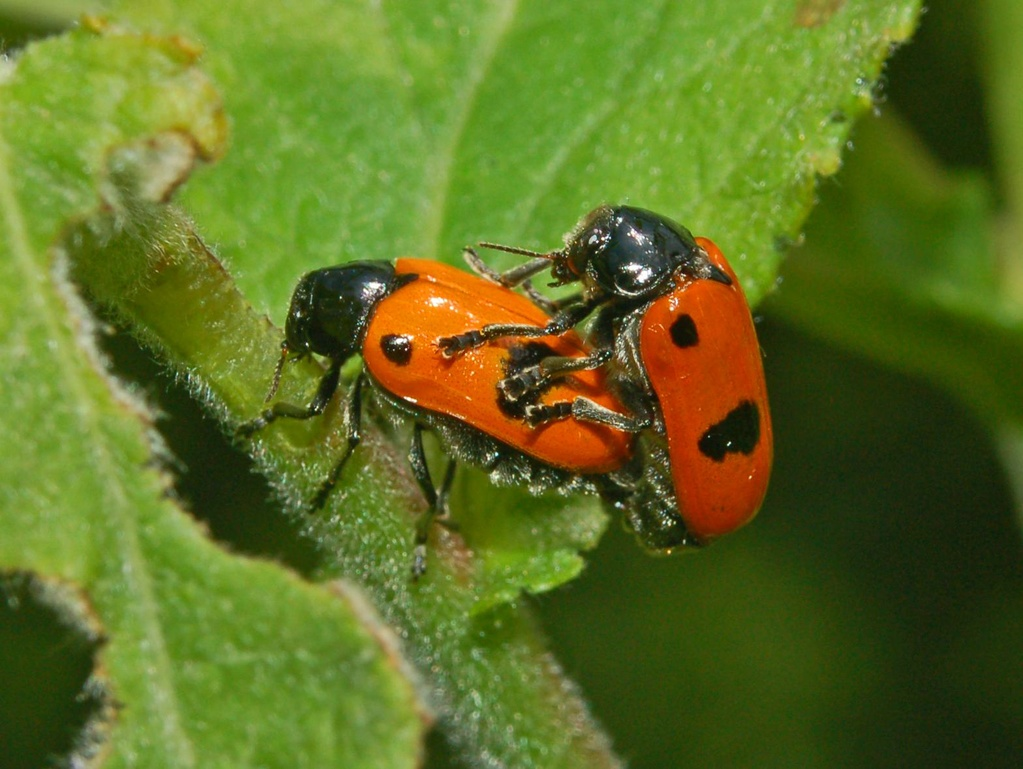
Pareja en apareamiento
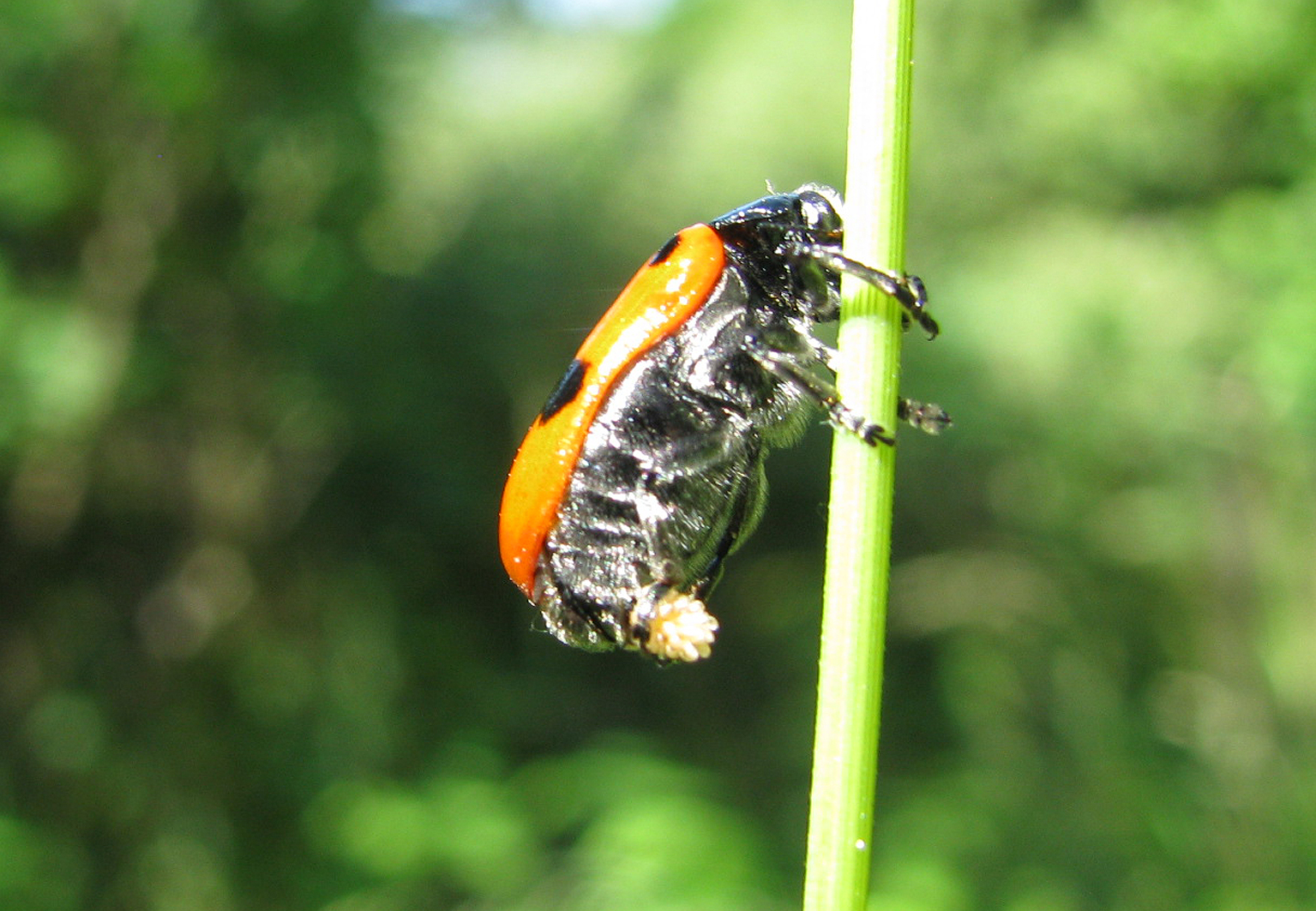
Oviposición
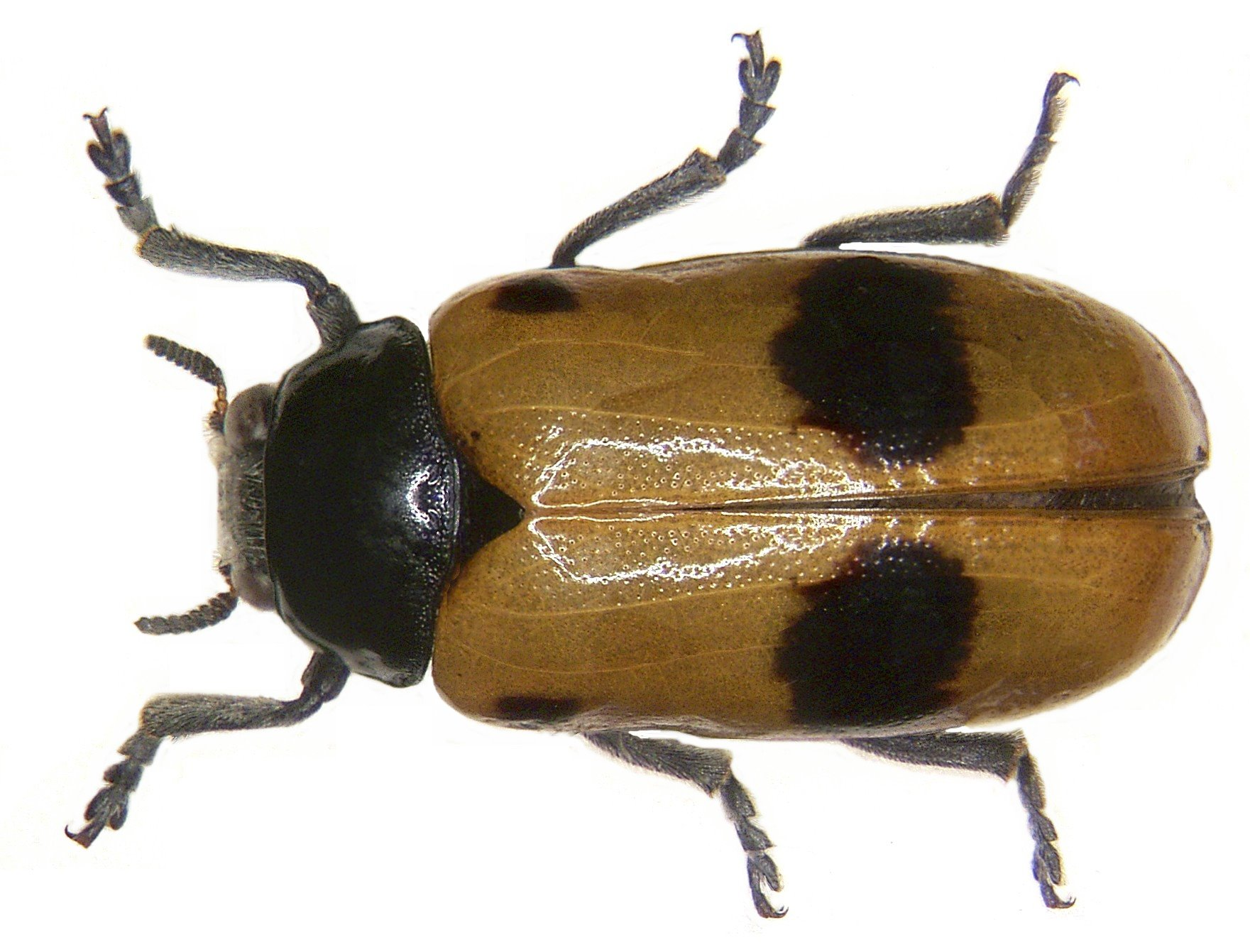
Espécimen montado